# فريتز دان هانتينغتون
فريتز دان هانتينغتون (بالإنجليزية: Frederic Dan Huntington)‏ هو قسيس أمريكي، ولد في 28 مايو 1819، وتوفي في 11 يوليو 1904.